# Субантарктический климат
Субантарктический климат — тип климата, характерный для субантарктических районов Земли: южная часть Атлантического, Индийского и Тихого океанов.

## Виды

Границы субантарктического климата по Алисову

Виды субантарктического климата согласно Классификации по Кёппену — Dfc, Dwc, Dfd и Dwd. Все виды характеризуются влажными холодными показателями. Подробное описание ниже. Dfc — короткое прохладное лето, период с среднемесячной температурой выше 10˚С меньше 4 месяцев; постоянное увлажнение в течение года. Dwc — короткое прохладное лето, период с среднемесячной температурой выше 10˚С меньше 4 месяцев; сухой сезон летом. Dfd — лето схожее с «с», очень холодная зима, средняя температура самого холодного месяца −38˚С; постоянное увлажнение в течение года. Dwd — лето схожее с «с», очень холодная зима, средняя температура самого холодного месяца −38˚С; сухой сезон летом.

## Характеристика
Над океанами южного полушария к югу от 60˚ ю. ш. до побережья Антарктиды субполярный климат характеризуется весьма однородным распределением температуры летом, когда температура на большей части акватории равна нулю. Но зимой она быстро убывает и достигает у побережья −20˚С и ниже. В этих широтах чаще всего проходят центры циклонов. Поэтому облачность здесь очень велика, как и повторяемость осадков и туманов. Преобладающие западные ветры вблизи материка сменяются восточными.